# Synagoge (Pflaumloch)

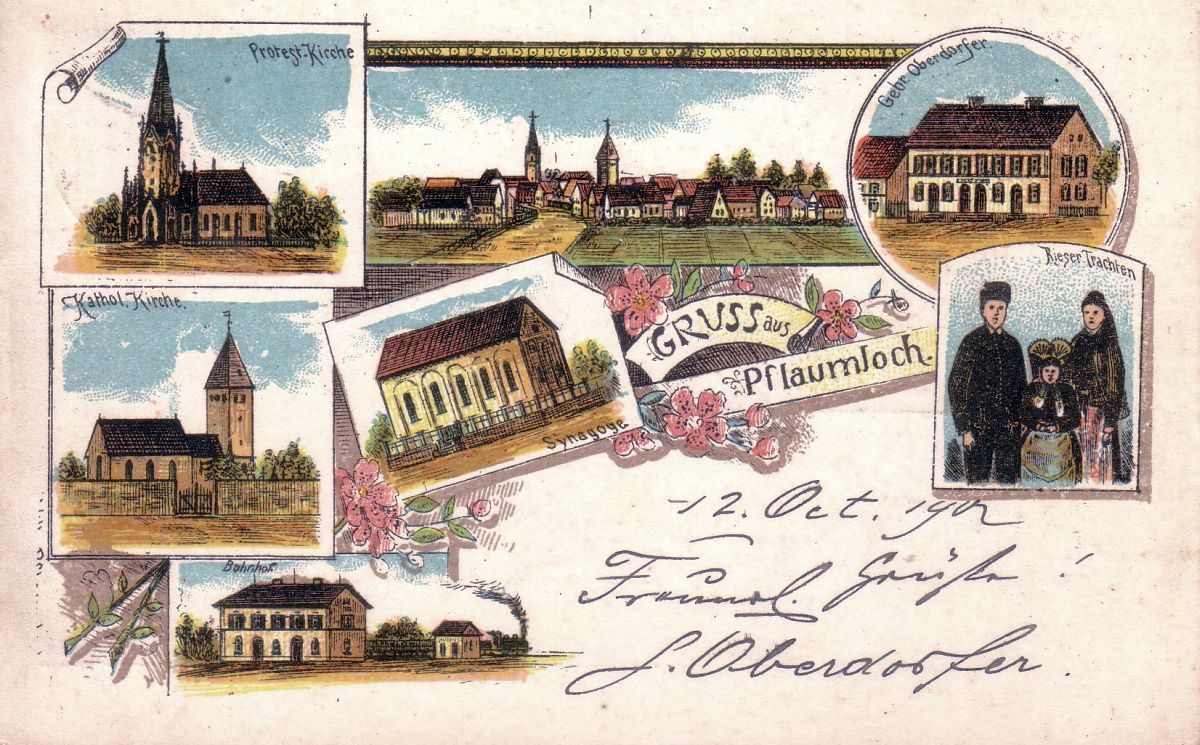
Ansichtskarte von Pflaumloch mit Synagoge (um 1900)

Die Synagoge in Pflaumloch, einem Ortsteil der Gemeinde Riesbürg im Ostalbkreis in Baden-Württemberg, wurde von 1844 bis 1846 errichtet. Die profanierte Synagoge steht an der Hauptstraße 13.
Bei einem Großbrand am 20. August 1802 brannte die 1756 erbaute Synagoge nieder. 1803 wurde sie an derselben Stelle wieder erbaut.
Da sich diese Synagoge bald als zu klein erwies, wurde von 1844 bis 1846 eine neue Synagoge erbaut. Sie soll nach dem Vorbild der Synagoge in Buchau errichtet worden sein. Am 18. Dezember 1846 fand die feierliche Einweihung statt.
Das Gebäude wurde entlang der Hauptstraße gebaut und ist deshalb nicht ganz genau geostet. Innen war die Synagoge von Säulen und Bögen gestützt, auf denen die Frauenempore an drei Seiten verlief.
Nach Abwanderung der meisten jüdischen Bewohner wurde die Jüdische Gemeinde Pflaumloch 1906 aufgelöst. Das Synagogengebäude schenkte die jüdische Gemeinde 1907 der Gemeinde Pflaumloch. Zudem wurde dieser das Geld für den Umbau des Gebäudes zur Verfügung gestellt.
1984 wurde eine Gedenktafel am Eingang angebracht. Das außen kaum veränderte Gebäude besitzt heute noch über dem Dachboden einige originale Deckenmalereien.

## Nachnutzung

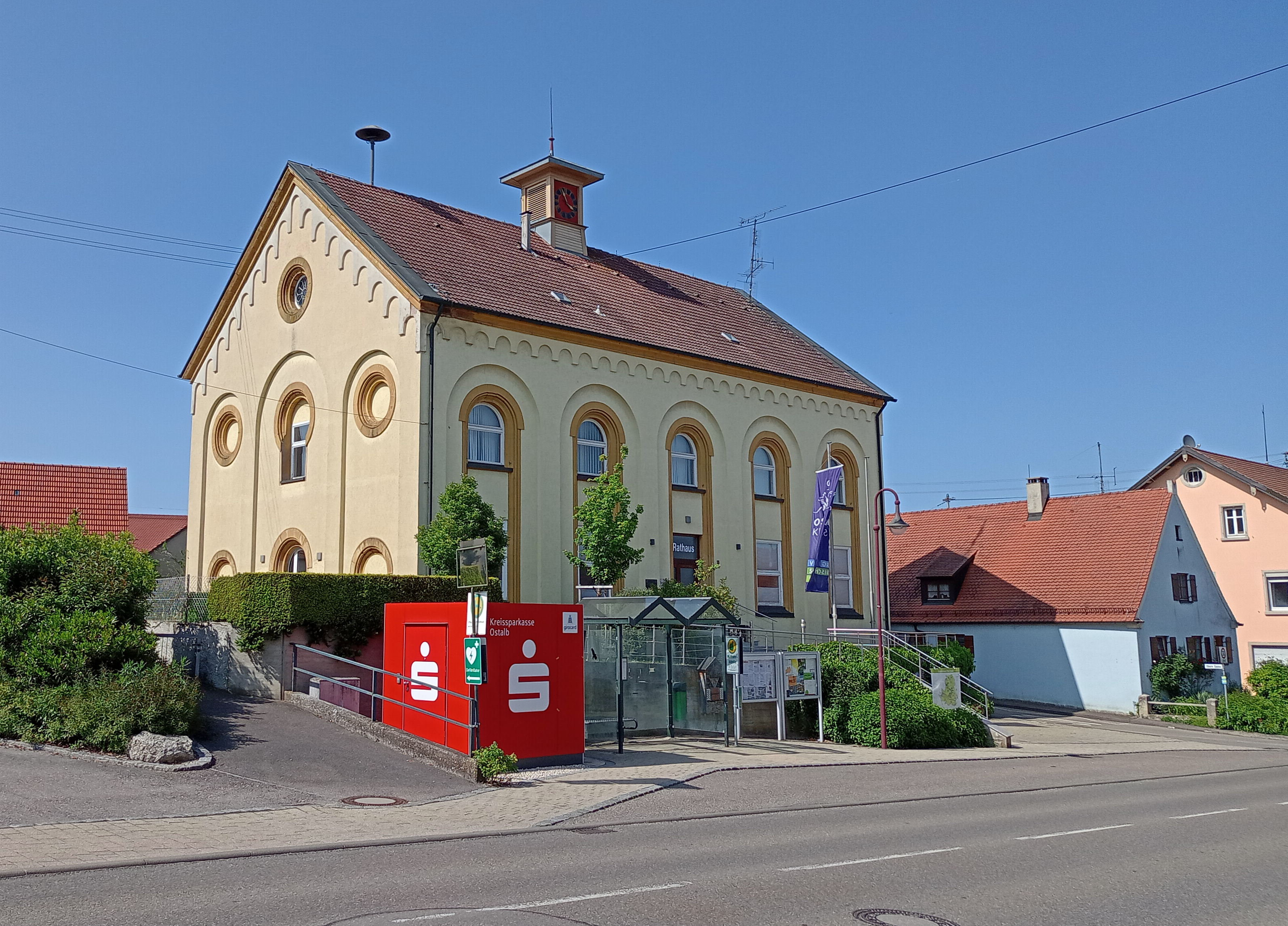
Das Gebäude im Jahr 2023

In der Zeit des Nationalsozialismus war im Synagogengebäude ein NSV-Kindergarten untergebracht.
Ab 1963/64 diente die ehemalige Synagoge als Rathaus der Gemeinde Pflaumloch und seit der Gemeindereform in den 1970er Jahren als Verwaltungsgebäude der Gemeinde Riesbürg.
Seit September 2007 befindet sich in der ehemaligen Synagoge eine Dauerausstellung zur Geschichte der jüdischen Gemeinde in Pflaumloch.